# Braunsapis kaliago
Braunsapis kaliago är en biart som beskrevs av Reyes och Sakagami 1990. Braunsapis kaliago ingår i släktet Braunsapis och familjen långtungebin. Inga underarter finns listade.